# Список кодових імен НАТО для типів підводних човнів СРСР
Скорочені літерні відповідники позначень підводних човнів СРСР і США
| ПЧАРБ | — SSBN      |
| ПЧАРК | — SSGN      |
| БПЧАТ | — SSN       |
| ДПЧРБ | — SSB       |
| ДПЧРК | — SSG       |
| БДПЧ  | — SS or SSK |

## Підводні човни атомні з ракетами балістичними— ПЧАРБ (Ballistic missile nuclear submarines— SSBN)
| Hotel - I   | — 658               |
| Hotel - II  | — 658М              |
| Hotel - III | — 701               |
| Yankee-I    | — 667А «Навага»     |
| Yankee-II   | — 667АМ «Навага-М»  |
| Delta-I     | — 667Б «Мурена»     |
| Delta-II    | — 667БД «Мурена-М»  |
| Delta-III   | — 667БДР «Кальмар»  |
| Delta-IV    | — 667БДРМ «Дельфін» |
| Typhoon     | — 941 «Акула»       |
| Borey       | — 955 «Борей»       |

## Підводні човни атомні з ракетами крилатими— ПЧАРК (Cruise missile nuclear submarines— SSGN)
| Echo-I       | — 659                 |
| Echo-II      | — 675                 |
| Papa         | — 661 «Анчар»         |
| Yankee-Notch | — 667AT «Груша»       |
| Yankee       | — 667А                |
| Charlie-I    | — 670 «Скат»          |
| Charlie-II   | — 670M «Скат-М/Чайка» |
| Charlie-III  | — 06704 «Чайка-Б»     |
| Oscar-І      | — 949 «Граніт»        |
| Oscar-II     | — 949A «Антей»        |

## Підводні човни атомні торпедні багатоцільові (Nuclear attack submarines— SSN)
| November   | — 627, 627А «Кит»                   |
| November   | — 645 ЖМТ «Кит»                     |
| Victor-I   | — 671 «Йорш»                        |
| Victor-II  | —671РТ «Сьомга»                     |
| Victor-III | — 671РТМ(К) «Щука»                  |
| Mike       | — 685 «Плавник»                     |
| Alfa       | — 705, 705К «Ліра»                  |
| Sierra-I   | — 945 «Барракуда»                   |
| Sierra-II  | — 945А «Кондор»                     |
| Akula      | — 971 «Щука-Б»                      |
| Yasen      | — 885 «Ясень» (Російська Федерація) |

## Дизельні підводні човни з ракетами балістичними— ДПЧРБ (Conventional missile submarines – SSB)
| Golf | — 629 |

## Дизельні підводні човни з ракетами крилатими — ДПЧРК (Cruise-missile submarines – SSG)
| Juliett | — 651      |
| Whiskey | — 644, 655 |
| Zulu IV | — 611АВ    |

## Багатоцільові дизельні підводні човни - БДПЧ (Conventional attack submarines – SS or SSK)
| Zulu          | — 611              |
| Whiskey       | — 613              |
| Quebec        | — 615              |
| Whale         | — А615             |
| Romeo         | — 633              |
| Foxtrot       | — 641              |
| Tango         | — 641Б «Сом»       |
| Kilo          | — Палтус           |
| Improved Kilo | — 636 «Варшавянка» |
| Lada          | — 677 «Лада»       |

## Підводні човни експериментальні і спеціального призначення.
| Golf            | — 651Е (переобладнання човна проекту 651 для випробування встановлення додаткової міні-атомної енергетичної установки)                       |
| Bravo           | — 690 Кефаль (човен мішень) |
| India           | — 940 Льонок (для підводних рятувальних робіт)                                                                                               |
| Lima            | — 1840 (підводна лабораторія) |
| Beluga          | — 1710 Макрель (для гідродинамічних випробувань)                                                                                             |
| Losos           | — 1710 Макрель (для підводних спецоперацій)                                                                                                  |
| Whale           | — 617 (з парогазотурбіною Вальтера) |
| Yankee-Strench  | — 09774 (667АН) (переобладнаний з проекту 667А в носій надмалих підводних човнів)                                                            |
| Yankee B        | — 667АК Аксон-1 (переобладнаний з проекту 667А для випробування гідроакустичного комплексу Скат-3 для ПЧА 3-го покоління)                    |
| Yankee Big Nose | — 09780 Аксон-2 (переобладнаний з проекту 667А для випробування гідроакустичного комплексу для ПЧА 4-го покоління)                           |
| Uniform         | — 1910 Кашалот (глибоководна станція (мабуть атомна), глибина занурення 1000-6000 м, є подальшою модернізацією проекту 1851 Палтус (Нельма)) |
| X-Ray           | — 1851 Палтус (човни атомні (10 мВт) призначені для глибоководних робіт, знаходяться в підпоряткуванні ГРУ)                                  |
| NORSUB-5        | — АС-12 (Лошарик) (атомна глибоководна станція, глибина занурення >3000 м, є подальшою модернізацією проектів 1851 Палтус та 1910 Кашалот    |